# Evald Mikson
Evald Mikson (ur. 12 lipca 1911 w Tartu, zm. 27 grudnia 1993 w Reykjavíku) – estoński piłkarz występujący na pozycji bramkarza. Ojciec innych piłkarzy, Jóhannesa Eðvaldssona i Atliego Eðvaldssona, zbrodniarz wojenny.

## Kariera klubowa
W swojej karierze Mikson grał w klubie Tallinna Estonia.

## Kariera reprezentacyjna
W reprezentacji Estonii Mikson zadebiutował 29 czerwca 1934 w zremisowanym 1:1 towarzyskim meczu z Litwą. W latach 1934–1939 w drużynie narodowej rozegrał 7 spotkań.

## Zbrodnie wojenne
Mikson został oskarżony przez Centrum Szymona Wiesenthala o popełnienie zbrodni wojennych przeciwko Żydom w czasie II wojny światowej, kiedy to był szefem policji w Tallinnie. Pod koniec wojny uciekł do Szwecji, gdzie został uznany za osobę niepożądaną, a także po przesłuchaniu przez sąd w Sztokholmie, za zbrodniarza wojennego. Odmówiono jednak ekstradycji do Związku Radzieckiego. W 1946 roku został przetransportowany do Halden, gdzie czekał na niego statek płynący do Wenezueli. Jednak statek ten utknął na mieliźnie w Islandii, gdzie Mikson pozostał do końca życia. W 1993 roku islandzki rząd wszczął śledztwo przeciwko Miksonowi w sprawie popełnienia przez niego zbrodni wojennych. Zmarł on jednak przed rozpoczęciem procesu przed sądem. Estońska Komisja Historyczna uznała Miksona winnym popełnienia zbrodni wojennych.